# Виндтнер, Лео
Леопольд «Лео» Виндтнер (нем. Leopold "Leo" Windtner; 30 августа 1950, Линц, Австрия — 8 августа 2025, Гмунден, Австрия) — австрийский менеджер и спортивный функционер. С 1994 по 2017 год занимал должность генерального директора компании Energie AG Oberösterreich, а с 2009 по 2021 год был президентом Австрийского футбольного союза (ÖFB).

## Биография
Лео Виндтнер окончил Торговую академию в Линце, после чего изучал международную торговлю в Венском университете экономики и бизнеса, где в 1977 году получил степень доктора экономических наук.
В 1978 году начал карьеру в компании Oberösterreichische Kraftwerke AG (ныне Energie AG Oberösterreich). В 1985 году был назначен руководителем отдела, а в 1994 году стал председателем правления и генеральным директором компании. В марте 2017 года передал руководство своему преемнику Вернеру Штайнекеру.
С 1989 по 1996 год Виндтнер занимал пост президента Спортивного союза Верхней Австрии, а затем до 2009 года возглавлял Футбольный союз Верхней Австрии. В 1999 году стал вице-президентом ÖFB, а в феврале 2009 года был избран президентом организации, сменив на этом посту Фридриха Штиклера. В августе 2021 года объявил, что не будет баллотироваться на следующий срок.
Помимо спортивной деятельности, Виндтнер активно участвовал в политической жизни своей общины Санкт-Флориан, где с 1979 по 1985 год был заместителем мэра, а с 1985 по 1995 год — мэром. С 1996 года возглавлял хор мальчиков Санкт-Флориана.
С 2004 года занимал должность председателя наблюдательного совета страховой компании Oberösterreichische Versicherung, которую в 2019 году передал Райнхольду Миттерленеру.
Лео Виндтнер был женат на Маргарете Пернштайнер-Виндтнер, у пары трое дочерей. Проживал в Санкт-Флориане близ Линца.
8 августа 2025 года Виндтнер скончался от остановки сердца во время восхождения на гору Траунштайн в возрасте 74 лет.

## Награды и признание
- 2011 — Большой золотой почётный знак за заслуги перед Австрийской Республикой.
- 2019 — Премия Mostdipf.